# 歯付ベルト

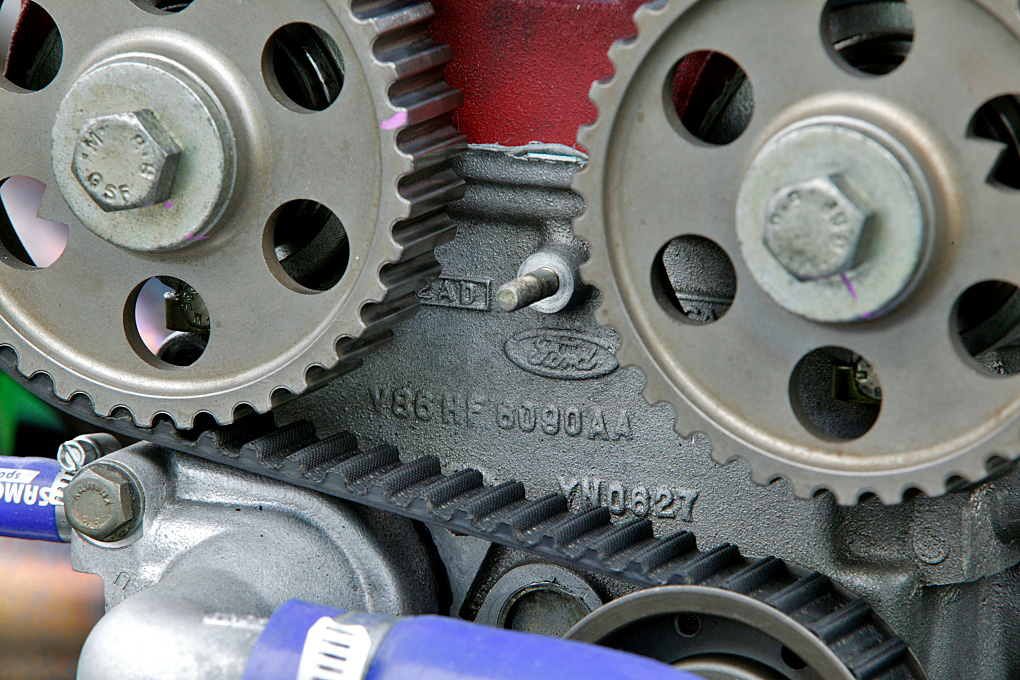
歯付きベルトの代表的応用例
自動車エンジンのタイミングベルト

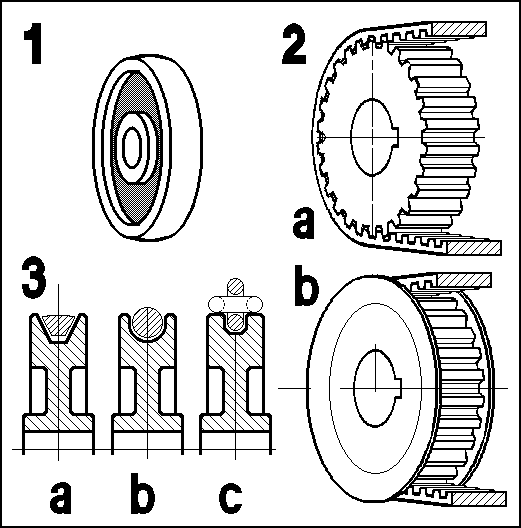
歯付きベルトとプーリー

歯付ベルト（はつきベルト、toothed belt）またはコグドベルト（cogged belt）とは機械要素の1つで、平行する2軸間で回転を伝達するために用いられる歯付きのベルトのこと。

## 概要
ベルトおよびプーリーに設けた歯型を噛み合わせることにより、もっぱら摩擦のみにより伝動する平ベルトやVベルトと異なり、スリップすることなく回転を伝えることができる。このため、2軸間の回転位相を正確に保つことが必要な機構に用いられる。また、入力の変動による瞬間的なスリップを防ぎたい場合や、水濡れなどの環境変動による摩擦低下の影響を受けにくいため、外界に露出した状態で滑りの発生を防ぎたい用途にも用いられる。
材質は合成ゴムやポリウレタンが用いられ、高いトルクの伝達が要求される用途では鋼線やガラス繊維あるいはアラミド繊維の心線を内部に埋め込むことにより、伸びを押さえて高い強度を得ている。
歯付ベルトの代表的なものとしては、エンジンでクランクシャフトとカムシャフトとを同期して駆動する部品であるタイミングベルトが挙げられる。「タイミングベルト」が広く知れ渡っているために「タイミングベルト＝コグドベルト」という不正確な認識のされ方もするが、タイミングベルトはコグドベルトの中の1種類すなわち、「タイミングベルト∈コグドベルト」という認識が正しい。

## 利点
摩擦に依存するベルトに比べ摩擦損失が少なく、スリップも生じない。
材質が金属であるローラーチェーンに比べ、
- 柔らかいためプーリーに対し打撃音や摩擦音が小さく、低騒音で駆動できる。
- 質量が小さいため機構の軽量化が可能。
- 潤滑が不要になる。

## 欠点
長く使われたものは材質の劣化によって切れる可能性があるなど、金属が材料のローラーチェーンよりも耐久性・剛性に欠ける。
金属製チェーンに比べ素材の強度が低いために歯の高さを小さく取らざるを得ず、ベルトの素材であるゴムの弾力によって小径のプーリーには馴染もうとしない性質があるため、「歯飛び」と呼ばれるトラブルを防ぐためにはプーリーを大径化しなければならず、伝動機構を小型化しにくい。
代表的な用途である自動車エンジンのタイミングベルトでは、金属チェーン用スプロケットの1.5倍程度のプーリー径を持つ物が多く、ベルトの幅も同程度の負荷に耐える金属チェーンより広くなるため、径のみならず奥行き寸法でも小型化には不利である。

## 用途
正確な位置決めや回転角決めが可能なことを生かし、建築用や車両用の自動ドア、工場用の組立機械・自動化機械、包装機器、複写機や印刷機・プリンター、自動車用のエンジンなど、様々な分野で用いられる。これらの用途においては、入力と出力の「ずれ」は装置の機能に致命的な障害を引き起こすため、厳密な同期性が求められる。
正確な位置決めや回転角決めは期待せず、もっぱら滑りの発生を防げることを生かす用途として、自転車、オートバイ等の動力伝達がある。これらの用途では、最終的にタイヤと地面の間では摩擦接触となり、全体としてのスリップ率が許容範囲内に収まれば問題は無いため、厳密な同期性は必須ではないが、摩擦ベルトと比較しての摩擦損失の低下、ローラーチェーンと比較しての注油などのメンテナンスの手間の削減、騒音の低下、ベルトの弾力による衝撃の緩和などが期待され、オートバイではローラーチェーンを使う場合に必要なハブダンパーが不要になる。